# Chiotische Vasenmalerei

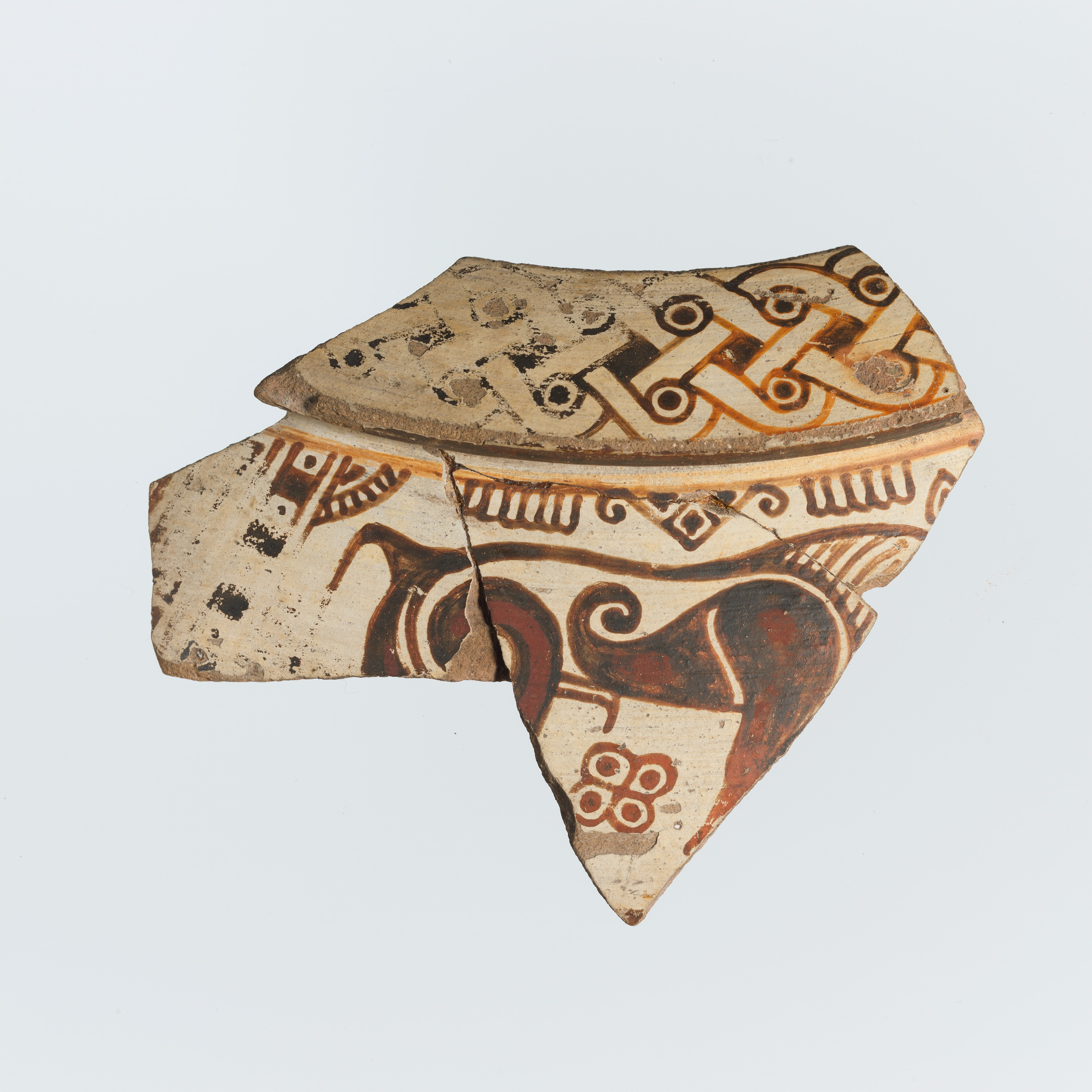
Fragmente eines Dinos mit der Darstellung eines Bullen; um 600 v. Chr., Metropolitan Museum of Art (55.71.8)

Die Chiotische Vasenmalerei war ein regionaler Stil der Griechischen Vasenmalerei und gehörte zur Ostgriechischen Vasenmalerei.
Die Produktion orientalisierender Keramik begann auf Chios um 625 v. Chr. Leitformen sind der Kelch, der Dinos und die große Schüssel. Typische Ornamente sind das doppelte Flechtband und hufeisenförmige Halbrosetten. Der Stil war stark von der korinthischen Vasenmalerei beeinflusst. Auf Tellern, Schalen und Bechern werden beispielsweise Tierfriese und Komasten gezeigt. An manchen Arbeiten erkennt man auch einen lakonischen Einfluss. Chiotische Arbeiten sind leicht an ihrem weißen Überzug erkennbar, die sogar unter schwarzen Bildern auf der Innenseite offener Gefäße aufgebracht ist. Zwischen etwa 600 und 575 v. Chr. wurden Kelche im Tierkelchstil produziert. Daneben gab es zwischen 590/80 und 550 v. Chr. den Chiotischen Kelchstil.
Der erste bedeutende Fund chiotischer Keramik wurde 1880 in Naukratis gemacht. Zunächst galt die Gattung deshalb auch als naukratisch. Ausgrabungen in Kato Phana haben dann die wahre Herkunft aufgezeigt. Die Datierung ist aufgrund von relativ gesicherten Funden in Tokra und Emporio weitestgehend gesichert.